# Ceraceomyces cerebrosus
Ceraceomyces cerebrosus är en svampart som först beskrevs av Gordon Herriot Cunningham, och fick sitt nu gällande namn av Stalpers & P.K. Buchanan 1991. Ceraceomyces cerebrosus ingår i släktet Ceraceomyces och familjen Amylocorticiaceae.   Inga underarter finns listade i Catalogue of Life.